# 斯特爾普鄉
45°5′0″N 26°42′40″E / 45.08333°N 26.71111°E
斯特爾普鄉（羅馬尼亞語：Stâlpu, Buzău），是羅馬尼亞的鄉份，位於該國東南部，由布澤烏縣負責管轄，面積46平方公里，海拔高度86米，2007年人口3,092，人口密度每平方公里67人。